# Gespreid leren
Gespreid leren is het leren over een langere periode (gespreide presentatie). Veelal worden feiten op deze manier makkelijker onthouden dan als deze feiten in korte tijd gestampt worden (geconcentreerde presentatie).
Ebbinghaus was een van de eerste onderzoekers die het gespreid-leren-effect beschreef (Ebbinghaus, 1885/1964). Hij leerde zichzelf een lijst niet-bestaande woorden en ontdekte dat wanneer hij deze woorden over tijd gespreid leerde, hij ze beter onthield. Sindsdien is het fenomeen door veel onderzoekers bestudeerd.
In al deze onderzoeken worden vaak verschillende definities gehanteerd over gespreid leren. Soms wordt het verspreiden over verschillende leersessies bedoeld, maar soms ook het verspreiden van de te leren elementen binnen een sessie. In een uitgebreid overzicht van bestaande literatuur (Cepeda, 2006) wordt gespreid leren gedefinieerd als leren waarbij er minimaal één seconde zit tussen het aanbieden van een studie-element en het herhalen van dat studie-element. Dit betekent dat bij het verschijnen van element A deze verdwijnt voor minimaal een seconde om vervolgens weer te verschijnen of dat tussen het verdwijnen van A en het opnieuw verschijnen van A, andere elementen (B, C) eerst verschijnen. Hoewel de spreiding dus zeer kort kan zijn, is spreiding van enkele minuten of zelfs dagen algemener in het onderzoek naar spreiding. Er is bewijs dat wanneer de periode waarover informatie onthouden moet worden langer wordt, grotere spreiding meer voordeel biedt (Pavlik & Anderson, 2008).
Gespreid leren blijkt goed te werken in een groot scala aan taken (Cepeda, et al. 2006), (Donovan, & Radosevich, 1999):
- Vocabulaire
- Feiten, zoals historische gegevens, maar ook standaard rekensommen zoals de tafels vanvermenigvuldiging.
- Motorische taken zoals chirurgische handelingen, complexe videospellen en typewerk

Gesuggereerd wordt dat ook bij procedurele kennis of skill learning het spreidingseffect voorkomt (Rickard, et al, 2008), (Rohrer & Taylor, 2006), (Rohrer & Taylor, 2007). Deze resultaten zijn echter niet onomstreden, omdat onduidelijk is wat precies geleerd wordt bij het leren van procedurele kennis. Er zijn een aantal domeinen geïdentificeerd waarbij het spreidingseffect niet lijkt op te treden. Dit zijn vooral domeinen waarbij complexe en perceptuele eigenschappen belangrijk zijn.

## Optimale spreidingsduur
Hoewel onderzoek het basisprincipe keer op keer bevestigt, is er (nog) geen vaste formule die bepaalt wat de optimale spreiding is. Allereerst is het moeilijk is om studies met elkaar te vergelijken die onderling nogal verschillend zijn (het type taak, het aantal leersessies, de tijd tussen de leersessies, etc). Wat wel bekend is, is dat de langste spreiding niet per definitie de beste leerprestaties opleveren. Dit komt vooral omdat een herhaling ook te laat kan plaatsvinden (Cepeda, et al. 2006), (Dempster, 1988). In dat geval is het leer-element vergeten en moet deze opnieuw geleerd worden. Ook is bekend dat het moment waarop de kennis gereproduceerd moet worden is van belang in het vinden van de optimale spreiding. Wanneer deze direct na het leermoment is, biedt spreiding geen voordeel (Dempster, 1988). Hoewel de precieze oorzaak van het spreidingseffect nog niet bekend is, zijn er al wel leermethodes beschikbaar die dit effect gebruiken om leren in de praktijk te optimaliseren. Voorbeelden hiervan zijn zowel in de wetenschappelijke literatuur te vinden, als in bestaande leersystemen (bijvoorbeeld het Leitner-systeem, de Pimsleur-methode of SuperMemo).